# Milena Králíčková

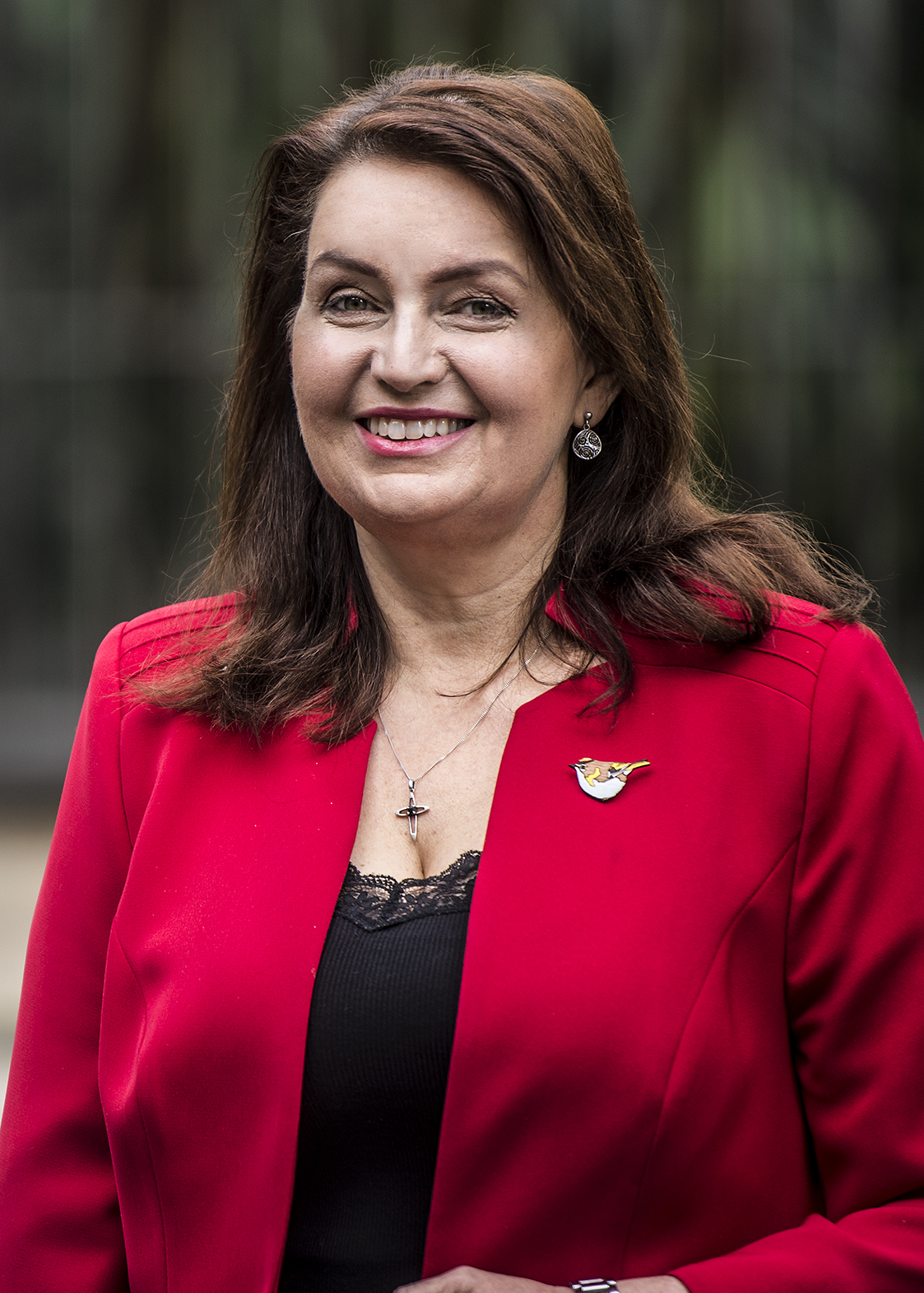
Milena Králíčková im Jahr 2022

Milena Králíčková (* 4. Februar 1972 in Strakonice als Milena Beranová) ist eine tschechische Ärztin und Hochschullehrerin. Die Professorin für Histologie und Embryologie ist seit Februar 2022 Rektorin der Karls-Universität und damit die erste Frau in diesem Amt in der mehr als 670-jährigen Geschichte der Universität.

## Leben
Milena Králíčková stammt aus einer Ärzte- und Mathematikerfamilie. Nach dem Abschluss am Gymnasium in Strakonice studierte sie bis 1996 Medizin an der Pilsener Medizinischen Fakultät der Karls-Universität (Lékařská fakulta v Plzni Univerzity Karlovy). Anschließend absolvierte sie ein Promotionsstudium am dortigen Institut für Histologie und Embryologie. Mit einem Fulbright-Stipendium arbeitete sie 1998–1999 im Bereich der Endokrinologie an der Harvard University und dem Massachusetts General Hospital.
2000 promovierte Králíčková mit einer endokrinologischen Arbeit und sie wurde 2006 Fachärztin für Gynäkologie und Geburtshilfe. 2008 erfolgte ihre Habilitation und 2016 wurde sie zur Professorin für Anatomie, Histologie und Embryologie an die Karls-Universität berufen. Králíčková leitet seit 2011 die Abteilung für Histologie und Embryologie der Pilsener Medizinischen Fakultät. Sie war damals auch Ärztin an der Klinik für Gynäkologie und Geburtshilfe am Universitätskrankenhaus in Pilsen.
Von 2010 bis 2014 war sie Prodekanin der Medizinischen Fakultät in Pilsen. Seit 2014 wirkte sie als Vizerektorin für Studienangelegenheiten der Karls-Universität in Prag. Am 2. Mai 2021 gab sie ihre Kandidatur für das Rektorat bekannt. Am 22. Oktober 2021 erfolgte ihre Wahl zur Rektorin durch den Akademischen Senat der Universität im ersten Wahlgang. Im Juli 2023 wurde sie zur Vorsitzenden der tschechischen Rektorenkonferenz gewählt. Am 21. Dezember 2023 ereignete sich im Hauptgebäude der Philosophischen Fakultät ein Amoklauf mit 14 Todesopfern.
Milena Králíčková publiziert seit 1996 in ihrem Fachgebiet und wurde für ihre Forschungen mehrfach ausgezeichnet. Seit 2012 ist sie  Ehrenbotschafterin der Fulbright-Kommission.

## Privates
Milena Králíčková ist verheiratet und hat zwei Töchter.